# Mohammed Jahfali
Mohammed Jahfali, né le 24 octobre 1990 en Arabie saoudite, est un footballeur international saoudien. Il évolue au poste de défenseur central.

## Biographie
Avec le club d'Al-Hilal, il participe à plusieurs reprises à la Ligue des champions d'Asie. Il atteint les demi-finales de cette compétition en 2015.

## Palmarès
Avec l'Al-Hilal FC
- Champion d'Arabie saoudite en 2017
- Vainqueur de la Coupe d'Arabie saoudite en 2016
- Vainqueur de la Coupe du Roi des champions d'Arabie saoudite en 2015 et 2017
- Vainqueur de la Supercoupe d'Arabie saoudite en 2015
- Finaliste de la Supercoupe d'Arabie saoudite en 2016